# Idioma cora
El cora o nayeri es una lengua mesoamericana que muestra muchos de los rasgos definitorios del área lingüística mesoamericana. La lengua cora tiene reconocimiento oficial por la "Ley de Derechos Lingüísticos" que la reconoce como una "lengua nacional" junto con otras 62 lenguas indígenas y el español, y tiene la misma "validez" en México que el español o las otras lenguas.

## Variantes y autónimos
La lengua tiene autónimos diferentes según sus variedades:
- rosaríìtu [ɽosaɽiːtu] o cora de Rosarito
- wachí hapwa [waˈt͡ʃi hapʷa] o cora de Dolores
- yaúhke’ena [ˈjauhkeʔena] o cora meseño
- chwísita’na [ˈt͡ʃwisitaʔna] o cora de Jesús María
- kwáaxa’ata [ˈkʷaːʂaʔata] o cora francisqueño
- kwéimarusa’na [ˈkʷeimaɽusaʔna] o cora tereseño
- múxata’ana [ˈmuʂataʔana] o cora presideño
- kuráàpa [kuɽaːpa] o cora corapeño.

## Distribución geográfica
Existen dos variedades principales de cora llamadas: hvfyum,l´.lpkhtyde5df7yukoplop
- Cora del Nayar o cora meseño que es hablado por unas nueve mil personas (censo de 1993) en la sierra de Nayarit y parte de la Sierra de Jalisco.
- Cora de Santa Teresa que es hablado por unas siete mil personas (censo de 2011) en centro-norte de Nayarit y parte de la Sierra de Durango. Esta variedad tiene una inteligibilidad tan baja con la otra variedad, que diversos autores los consideran variedades separadas.[4]

Debido a migraciones recientes, existe una pequeña comunidad de coras en la parte occidental del oeste del estado de Colorado,  (Estados Unidos).

## Clasificación lingüística
La lengua más cercana al cora es el huichol, junto con el que forma la subfamilia chorachol dentro de las lenguas uto-aztecas. Presenta también cierta cercanía dentro de las lenguas uto-aztecas con el grupo cahita (mayo, yaqui), el grupo nahua (náhuatl) y el tubar. Tanto el cora, el huichol, como el náhuatl y el tubar conservan reflejos no mutados del fonema /*kʷ/, que en resto de lenguas de la división sonorense o meridional de la familia utoazteca ha evolucionado a una bilabial /*pʷ/, /*p/, /*b/ o /*β̞/.

## Descripción lingüística

### Fonología
El cora presenta una fonología típica de las lenguas uto-aztecas con cinco timbres vocálicos y cantidad vocálica relevante, además de un inventorio consonántico pequeño y sin grupos consonánticos complicados. Sin embargo, el cora es peculiar dentro de las lenguas uto-aztecas por haber desarrollado un sistema de acento tonal. El inventario de consonantes viene dado por:
|           | labial | labial | alveolar | alveolar | palatal | palatal | velar | velar | glotal | glotal |
| --------- | ------ | ------ | -------- | -------- | ------- | ------- | ----- | ----- | ------ | ------ |
| oclusiva  | p/b    | pʷ     |          |          | t       | t       | k     | kʷ    | ʔ      | ʔ      |
| africada  |        |        | ʦ        | ʦ        | ʧ       | ʧ       |       |       |        |        |
| fricativa |        |        | s        | s        | ʂ       | ʂ       | x     | x     | h      | h      |
| líquida   |        |        | l, ɽ     | l, ɽ     |         |         |       |       |        |        |
| nasal     | m      | mʷ     | n        | n        |         |         |       |       |        |        |
| semivocal | w      | w      |          |          | j       | j       |       |       |        |        |

Algunas variedades como el cora la de El Nayar el inventario incluye algunos fonemas adicionales, al distinguir alveolares apicales /t, ʧ, n/ de alveolares laminales /tʲ, ʧʲ, nʲ/. Las africadas /ʦ, ʧ/ a veces se transcriben simplemente como <c, č>. Todas las variedades de cora presentan los siguientes timbres vocálicos:
|         | anterior | central | posterior |
| ------- | -------- | ------- | --------- |
| cerrada | i        | u       | u         |
| media   | ɛ        |         |           |
| abierta |          | ɑ       |           |

La vocal /u/ a veces aparece transcrita en algunos autores como <i>, e igualmente /ɛ/ aparece transcrita frecuentemente simplemente como <e>.

### Gramática del idioma
Como la mayoría de lenguas uto-aztecas el cora presenta una morfología nominal relativamente simple, en el que el nombre tiene dos estados básicos: formas poseídas y formas no poseídas. Las formas poseídas incluyen un prefijo de persona que indica el poseedor, mientras que las formas no poseídas tienen una marca de caso absolutivo que puede ser -ri o -ci (ambos derivados de *-ti a su vez del proto-utoazteca *-ta).